# Cmentarz ewangelicki w Pożdżenicach
Cmentarz ewangelicki w Pożdżenicach – cmentarz znajdujący się w lesie pomiędzy wsią Pożdżenice a Kolonią Pożdżenice.
Pierwotnie służył zarówno luteranom, jak i kalwinom. Do 1945 roku należał do filiału Pożdżenice Parafii Ewangelicko-Augsburskiej w Bełchatowie. Data jego powstania pozostaje nieznana. Do naszych czasów zachowało się kilkadziesiąt nagrobków z napisami po polsku, czesku i niemiecku oraz pokaźnych rozmiarów drewniany krzyż.